# O Ensaio
O Ensaio é o quarto e último álbum de estúdio do Grupo Elo, lançado em julho de 2008.
O disco é uma gravação descontraída das sessões do disco Nova Canção. Segundo o grupo, naquela época o músico Jayrinho queria tornar o som do grupo mais próximo de uma banda musical, e fez audições com novos músicos em um estúdio na cidade de Atibaia. Lançado em edição limitada, a obra registrou a produção.

## Faixas
| N.º            | Título              | Compositor(es)            | Duração |  |
| 1.             | "Só Jesus"          | Oscar Valdéz              | 3:46    |  |
| 2.             | "Creio Sim"         | Grupo Elo                 | 4:54    |  |
| 3.             | "Vou Seguir"        | Oscar Valdéz              | 4:22    |  |
| 4.             | "Toma Cruz"         | Paulo Cezar               | 4:19    |  |
| 5.             | "Posso Olhar"       | Jayrinho                  | 4:26    |  |
| 6.             | "Além das Estrelas" | Oscar Valdéz              | 3:39    |  |
| 7.             | "Foi Assim"         | Paulo Cezar               | 3:20    |  |
| 8.             | "Um Dia"            | Jayrinho e Paulo M. Filho | 3:20    |  |
| 9.             | "Ao Sentir"         | Jayrinho                  | 4:06    |  |
| 10.            | "Eu Te Amo, Jesus"  | Jayrinho                  | 4:32    |  |
| 11.            | "Como o Vento"      | Paulo Cezar               | 5:13    |  |
| 12.            | "Me Faz"            | Paulo Cezar               | 4:15    |  |
| 13.            | "Passatempo"        | Grupo Elo                 | 5:19    |  |
| 14.            | "O Fim da Espera"   | Paulo Cezar               | 4:05    |  |
| Duração total: | Duração total:      | Duração total:            | 59:35   |  |

| Críticas profissionais | Críticas profissionais |
| Avaliações da crítica  | Avaliações da crítica  |
| Fonte                  | Avaliação              |
| ---------------------- | ---------------------- |
| O Propagador           | [ 5 ]                  |

## Ficha Técnica
- Vocais, Piano e Teclado: Jayrinho
- Vocal, Violão e Arranjos: Paulo Cezar
- Vocal e Guitarra: Oscar Valdéz
- Baixo e Vocal de Apoio: Beto Moraes
- Guitarra, Violão e Vocal de Apoio: Reginaldo Santos
- Bateria: Tim J. Schlener